# Zalaszántó
Zalaszántó là một thị trấn thuộc hạt Zala, Hungary. Thị trấn này có diện tích 37,73 km², dân số năm 2010 là 988 người, mật độ 26 người/km².